# 長崎県立中五島高等学校
長崎県立中五島高等学校（ながさきけんりつ なかごとうこうとうがっこう）は、長崎県南松浦郡新上五島町宿ノ浦郷にある県立高等学校。五島列島の中部中通島の南部に位置している。

## 概要
歴史
1965年（昭和40年）に設置された長崎県立上五島高等学校の分校2校（奈良尾分校・若松分校）を前身とする。1973年（昭和48年）に統合の上、「長崎県立中五島高等学校」として分離・独立。統合後も当面は旧分校2校の校舎を継続して使用した後、1979年（昭和54年）に統合新校舎が完成。1988年（昭和63年）には商業科を新設（2019年（平成31年）3月廃止）。2020年（令和2年）には創立55周年を迎えた。
設置課程・学科
全日制課程
- 普通科　（2年次よりコース分け）
  - アカデミックキャリアコース
  - ビジネスキャリアコース

校訓
「誠実・自律・創造」
校章
五島の海に羽ばたく（雄飛）かもめの羽の中に、左右五つずつ、合わせて十（島）の波を配して、中五島の文字を表している。またかもめの背はペン先を、波間の空間は大空を象徴したもので、ペン先は勤勉をあらわし、大空は希望と雄飛を示している。
校歌
作詞は風木雲太郎、作曲は大栗裕による。歌詞は1番のみ。

## 沿革
- 1965年（昭和40年）4月1日 - 長崎県立上五島高等学校の分校として奈良尾分校と若松分校が設立。
  - 奈良尾分校は奈良尾町立奈良尾小学校内、若松分校は若松町若松僻地集会所に置かれた。
  - 各普通科2学級、奈良尾分校93名・若松分校87名が入学。
- 1973年（昭和48年）
  - 3月 - 奈良尾分校と若松分校廃止。
  - 4月 - 長崎県立中五島高等学校が新設される。
    - 校舎は奈良尾と若松の2校舎体制。
    - 各全日制普通科2学級。
    - 竜観山（たつみやま）にて両校舎の合同対面式を行い、開校記念日とする。
- 1979年（昭和54年）
  - 3月 - 奈良尾校舎・若松校舎を廃止。
  - 4月 - 新校舎が完成（若松宿ノ浦郷162-1）。
- 1983年（昭和58年）12月 - セミナーハウスが完成（教室改造）。
- 1985年（昭和60年）10月 - 創立20周年記念式典を開催。
- 1988年（昭和63年）
  - 2月 - 手づくり環境設備事業完成（通学路周辺設備）
  - 4月 - 普通科2学級に加え、商業科を1学級設置。
  - 9月 - 教室改造（図書室移転、商業科実習室整備）工事が完成。
- 1990年（平成2年）10月 - パソコンネットワークシステムを整備。
- 1995年（平成7年）10月 - 創立30周年記念式典を開催。
- 1999年（平成11年）1月 - 図書室改造工事が完了。
- 2005年（平成17年）11月 - 創立40周年記念講演会を開催。
- 2006年（平成18年）3月 - 電子計算機ネットワークシステムを整備。
- 2007年（平成19年）12月 - グラウンド改修工事が完了。
- 2009年（平成21年）11月 - 管理教室等西側耐震工事が完了。
- 2019年（平成31年）3月 - 商業科を閉科。

## 部活動
運動部
- 陸上競技部（男・女）
- 卓球部（男・女）
- バスケットボール部（女）

文化部
- 吹奏楽部
- 情報部
- 総合文化部（放送・茶道・放送部）

## アクセス
- 西肥バス「中五島高校前」バス停
- 国道384号

## 周辺
- 新上五島町立若松東小学校
- 大浦教会
- 京島
- 宿ノ浦漁港